# Belgisch kampioenschap wielrennen voor dames elite 2021
Het Belgisch kampioenschap wielrennen voor dames elite 2021 werd gehouden op 20 juni 2021. De start en finish lagen in Waregem, met een parcours van 122 kilometer daartussenin. De titelverdedigster was Lotte Kopecky.

## Deelnemers[1]
| Liv Racing | Jumbo-Visma | SD Worx |
| --- | --- | --- |
| 1. Lotte Kopecky 2. Valerie Demey | 3. Julie Van de Velde | 4. Jolien D'hoore |
| Bingoal Casino-Chevalmeire | Doltcini-Van Eyck-Proximus | Lotto Soudal |
| 5. Nathalie Bex 6. Caren Commissaris 7. Demmy Druyts 8. Kelly Druyts 9. Lenny Druyts 10. Justine Ghekiere 11. Kelly Van den Steen | 12. Amber Aernouts 13. Mieke Docx 14. Jade Lenaers 15. Lotte Popelier 16. Dina Scavone 17. Fien Van Eynde | 18. Alana Castrique 19. Lone Meertens 20. Jesse Vandenbulcke 21. Elise Vander Sande |
| Lviv | Multum Accountants | NXTG Racing |
| 22. Sarah Borremans 23. Naomi De Roeck 24. Gloria Van Mechelen | 25. Eefje Brandt 26. Marijke De Smedt 27. Fien De Wispelaere 28. Lara Defour 29. Fien Delbaere 30. Ann-Sophie Duyck 31. Leontine Farazijn 32. Julie Stockman | 33. Shari Bossuyt 34. Britt Knaven |
| Plantur-Pura | Rupelcleaning-Champion Lubricants | Bingoal-WB |
| 35. Sanne Cant 36. Kiona Crabbé 37. Julie De Wilde 38. Marthe Truyen 39. Karen Verhestraeten | 40. Isabelle Beckers 41. Amber Lacompte 42. Ditte Lenseclaes 43. Marion Norbert-Riberolle 44. Sara Van de Vel | 45. Laura Charlier 46. Julie Debock 47. Kelly Decaluwe 48. Francine Delain 49. Camille Delestrait 50. Naïka Deneef 51. Sandrine Derwaux 52. Carolien Haers 53. Lien Lanssens 54. Liliane Leenknegt 55. Alyssa Lurquin 56. Fiona Mertens 57. Perrine Sadoine 58. Fanny Van Driessche 59. Isabel Vandewalle 60. Justine Vromanne 62. Allison Zava        |
| De Sprinters Malderen | KDM-Pack | Isorex |
| 66. Lies De Vleminck 67. Jessy Derder 68. Silke Janssens 69. Valerie Jenaer 70. Kim Knaeps 72. Lynn Marien 74. Maurine Ricour 75. Maxime Roes 77. Sarah Ten Hartog 78. Laura Van Geyt 81. Chayenne Vranken | 83. Stephanie Blondé 84. Sophie Brouckaert 85. Lisse Ceulemans 86. Anse Debaere 88. Lauren Devos 89. Astrid Heggerick 90. Mieke Leeman 91. Ines Malfait 92. Karen Sanders 95. Florelien Van De Velde 96. Marie Vandecasteele 97. Fleur Vandecaveye 98. Anthea Vansteenkiste 99. Britt Verbeek | 100. Margot Bourguignon 103. Silke D'hauwe 104. Silke D'hont 105. Yasmine De Wulf 107. Marjolein Moreau 108. Charlotte Pennynck 109. Hanna Theys 110. Aiko Uyttenhove |
| Keukens Redant | HOZ Beveren | Van Assche-Veloloft |
| 111. Shana Dalving 112. Luca De Langhe 113. Evelien Debboudt 114. Lensy Debboudt 115. Glacia Dhont 116. Brenda Goessens 117. Justine Lescrauwaet 118. Evy Roelen 120. Katie Van Geyte 121. Femke Van Goethem | 124. Nicky Apers 125. Herlinde Coudeville 126. Bonnie Delanote 127. An Lens 128. Anka Hermans 129. Malou Van Hooste | 131. Kato Aerts 132. Katrijn De Clercq 133. Esmée Gielkens 134. Erin Hoefkens 135. Maëlle Michotte |
| Antwerpen | Limburg | Oost-Vlaanderen |
| 136. Fauve Bastiaenssen 137. Sara Beeckmans 138. Marjolijn Boerjan 139. Julie Brouwers 140. Emily De Cuyper 141. Audrey De Keersmaeker 143. Stephanie Kemps 144. Shana Maes 146. Jinse Peeters 147. Tine Rombouts 148. Loes Sels 149. Eline Steenhuysen 150. Ellen Van Loy 154. Steffi Verdickt 155. Laura Verdonschot 156. Suzanne Verhoeven 157. Tinne Vermeiren 158. Tessa Zwaenepoel | 159. Brenda Kaczmarczyk 160. An Wellens | 161. Joyce Accoe 163. Kim de Baat 164. Jasmien De Boeck 165. Meg De Bruyne 166. Fien De Paepe 167. Deisy Schaele 168. Jana Dobbelaere 169. Alicia Franck 170. Tara Gins 171. Febe Schokkaert 172. Sophie Tierolf 173. Kim Vandesteene 174. Noémie Van Der Brocht 175. Xena Van Hecke 176. Nele Venneman 177. Aurélie Vermeir 178. Nathalie Verschelden |
| Vlaams-Brabant | West-Vlaanderen | Wallonie - Bruxelles |
| 180. Ellen Feytens 181. Nele Van Baelen 182. Liena Vanderheyden | 183. Marie Maes 184. Lotte Claes 185. Noor Collie 186. Elena Debouck 187. Hanne Dejonghe 188. Machalina Dereere 189. Paquita Derie 190. Eve Didier 191. Sandrine Tas 192. Saartje Vandenbroucke 193. Joyce Vanderbeken 194. Bo Vandermeulen 195. Fiebe Vanheule 196. Fenna Vanhoutte          | 197. Alice Boniver 198. Elodie Scarniet |

## Uitslag[2]
| Plaats | Naam                     | Ploeg                      | Tijd    |
| ------ | ------------------------ | -------------------------- | ------- |
| 1      | Lotte Kopecky            | Liv Racing                 | 3u7'55" |
| 2      | Julie Van de Velde       | Team Jumbo-Visma           | +14"    |
| 3      | Alana Castrique          | Lotto Soudal Ladies        | +19"    |
| 4      | Shari Bossuyt            | NXTG Racing                | z.t.    |
| 5      | Nathalie Bex             | Bingoal Casino-Chevalmeire | z.t.    |
| 6      | Jolien D'hoore           | Team SD Worx               | z.t.    |
| 7      | Julie De Wilde           | Plantur-Pura               | z.t.    |
| 8      | Marion Norbert-Riberolle | Team Rupelcleaning         | z.t.    |
| 9      | Valerie Demey            | Liv Racing                 | z.t.    |
| 10     | Kiona Crabbé             | Plantur-Pura               | z.t.    |